# Aktivitätskonzentration
Die Aktivitätskonzentration (Formelzeichen: c) ist eine physikalische Größe, die die Aktivität eines Radionuklids in das Verhältnis zum Volumen, in dem das Radionuklid verteilt ist, setzt. Die Aktivitätskonzentration wird in Becquerel pro Kubikmeter (Bq/m3) angegeben.
Die Aktivitätskonzentration wird vor allem bei der Radonmessung bestimmt, um Rückschlüsse auf die potentielle Alphaenergie der Luft ziehen zu können. Auch zur Festlegung der Grenzwerte im Trinkwasser wird die Aktivitätskonzentration herangezogen.